# Pierre Rey (Rennfahrer)
Pierre Roger Louis Rey (* 24. Mai 1899 in Paris; † 19. Februar 1966 in Argenteuil) war ein französischer Autorennfahrer.

## Karriere als Rennfahrer
Pierre Rey war 1926 bei zwei 24-Stunden-Rennen am Start. Gemeinsam mit Georges Kling bestritt er das 24-Stunden-Rennen von Le Mans, wo das Duo wegen mangelnder Mindestdistanz disqualifiziert wurde. Beim 24-Stunden-Rennen von Spa-Francorchamps war Louis Abit sein Teampartner. Auch bei diesem Rennen kam er nicht in die Wertung-
Zwischen 1930 und 1935 bestritt Rey mindestens 10 weitere Rennen, die meisten davon auf Rennfahrzeugen von Bugatti. Sein bestes Ergebnis erzielte er am 31.7 1931 beim Voitturette-Rennen auf dem Circuit du Dauphiné in Grenoble als er bei der 2 Ausgabe des Rennens hinter dem Sieger Fréderic Toselli den 2. Gesamtplatz im 15 Fahrzeuge starken Feld belegte.

## Statistik

### Le-Mans-Ergebnisse
| Jahr | Team                       | Fahrzeug  | Teamkollege   | Platzierung     | Ausfallgrund |
| ---- | -------------------------- | --------- | ------------- | --------------- | ------------ |
| 1926 | Automobiles Louis Ravel SA | Ravel 9CV | Georges Kling | Disqualifiziert |              |